# Huehuetlán
Huehuetlán é um dos municípios do estado de San Luis Potosí, no México.